# Steidinger
Steidinger is een historisch merk van motorfietsen.
De bedrijfsnaam was: Motorfahrzeugbau Steidinger, St. Georgen im Schwarzwald.
Duits merk dat van 1925 tot 1927 lichte modellen met een eigen 199cc-tweetaktmotor leverde.
Steidinger begon zijn productie juist in het jaar dat ruim 150 van dergelijke kleine merken ter ziele gingen en beëindigde de productie net voordat motorfietsen tot 200 cc door nieuwe Duitse wetgeving juist bevoordeeld werden: vanaf 1928 werd daar geen belasting op geheven en mocht men er zelfs zonder rijbewijs meer rijden. 